# ترتيب الأسبقية الفنلدني
نظام الأسبقية الفنلندي هو تسلسل هرمي اسمي ورمزي للمناصب الهامة داخل نظان الحكم الفنلندي. ليس لها أي وضع قانوني، فهي لا تعكس خط الخلافة الرئاسي الفنلندي أو وضع المساواة بين فروع الحكومة بموجب الدستور، وتستخدم فقط للإشارة إلى البروتوكول الاحتفالي.

## نظام الأسبقية
1. رئيس الجمهورية
2. الرؤساء المتقاعدون للجمهورية حسب الترتيب
3. رئيس البرلمان
4. رئيس الوزراء
5. رئيس المحكمة العليا
6. رئيس المحكمة الإدارية العليا
7. قائد العام للقوى المسلحة
8. مستشار العدل
9. رئيس أساقفة توركو
10. مستشار وسام الصليب الحرية
11. مستشار وسام الوردة البيضاء ووسام أسد فنلندا
12. مستشار جامعة هلسنكي

## شاغلي المناصب
| التسلسل | المنصب                | الصورة       | شاغل المنصب    |
| ------- | --------------------- | ------------ | -------------- |
| 1       | رئيس فنلندا           |              | ساولي نينيستو  |
| 2       | رؤساء فنلندا السابقون |              | مارتي أهتيسآري |
| 2       | رؤساء فنلندا السابقون | تاريا هالونن |                |
| 3       | رئيس البرلمان         |              | ماتي فانهانن   |
| 4       | رئيس الوزراء          |              | سانا مارين     |
| 5       | رئيس المحكمة العليا   |              | تاتو ليبينين   |